# Perro de pelea cordobés
El perro de pelea cordobés es una raza canina extinta originaria de Córdoba, Argentina. Fue un cruce de mastín español, bull terrier, bóxer, viejo bulldog inglés. Esta especie, como consecuencia de su agresividad, poca reproducción y pérdida genética, se extinguió a comienzos del siglo XX.

## Historia
El perro de pelea cordobés se originó en Córdoba en el siglo XX. Era conocido por su deseo de luchar hasta la muerte, así como por su gran tolerancia al dolor. La raza era tan agresiva hacia otros perros, que los machos y las hembras preferían pelear entre ellos antes que aparearse, siendo por lo general más agresivo el macho, razón por la cual su actitud violenta y fuerza ante la hembra desataba peleas donde esta resultaba muerta. Costando controlar su temperamento, el apareamiento era dificultoso.[cita requerida]
El perro de pelea cordobés era capaz de cazar en pequeñas manadas de machos y hembras, de lo contrario se volvían en contra de sus compañeros de caza.

## Galería

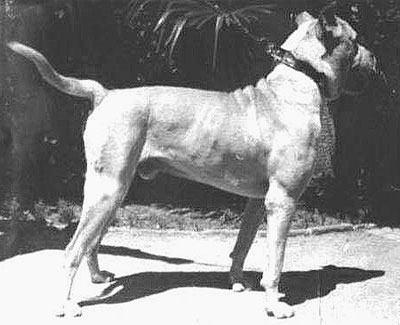
Perfil de un Perro de pelea cordobés.
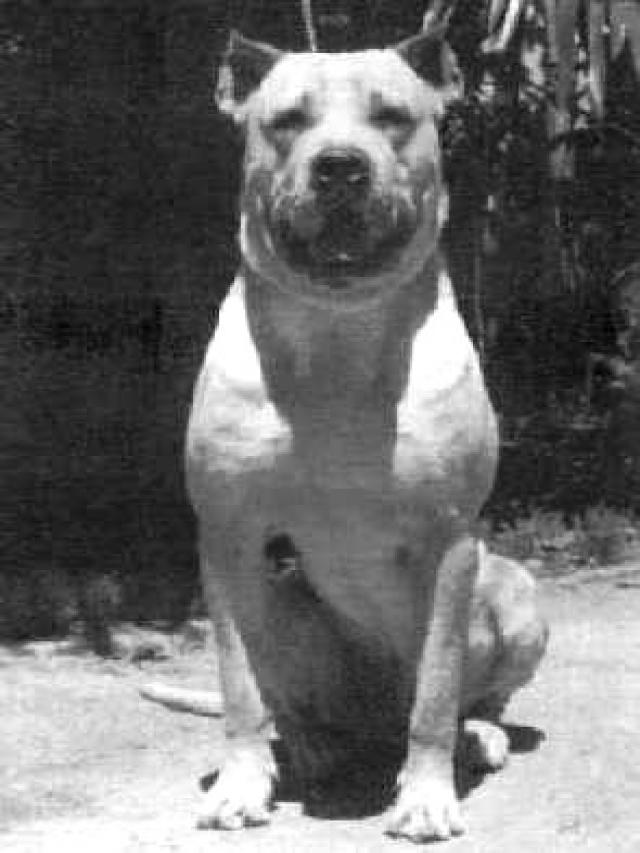
Perro de pelea cordobés sentado.

## Características
Su manto era totalmente de color blanco, o con algunas manchas, en los lugares descriptos ut supra, y no poseía tanto pelaje como el también extinto perro polar argentino. Sus ojos eran oscuros, su mirada e inserción de los mismos en la cabeza era como el de un Bull terrier. Su cabeza era cóncava convexa. Su pigmentación era excelente, el hocico era de color negro. Manchas de color atigradas, tirando a negras y/o oscuras. Sus orejas eran paradas como el de un bulterrier, o caídas como el de un buldog. En esa época a las orejas se las cortaban con tijeras o bisturí, no utilizaban el molde porque no había. Sus labios eran tirantes. La talla no superaban los sesenta y un centímetros aunque había excepciones. Pesaba más de treinta kilos. Poseía un carácter de combate y de guardián, de poca belleza, poco olfato, pocos sociables con las personas y los animales, de muy buena estructura para el combate, excelente boca, tren delantero y trasero excelente. De excelente caja torácica para la pelea, perro muy atlético y no fofo. Su boca era ancha, mordida tipo tenaza o tijera, dentadura completa, había también prognáticos y con algunas falta de molares.

## Causas de su extinción
La raza se extinguió pronto, pues se distinguía por ser muy violento. Atacaba con facilidad a las personas e incluso a perros de su propia raza, razón por la cual se apareaba poco. Esto, sumado a la cantidad de ejemplares que morían en las peleas de perros, y la pérdida de su pureza genética con el cruce de otras razas caninas los llevó a su extinción.